# Synchiropus zamboangana
Synchiropus zamboangana là một loài cá biển thuộc chi Cá đàn lia gai (Synchiropus) trong họ Cá đàn lia. Loài này được mô tả lần đầu tiên vào năm 1910.

## Phân bố và môi trường sống
S. zamboangana có phạm vi phân bố ở Tây Thái Bình Dương. Loài cá này được tìm thấy tại vùng biển thuộc Philippines.